# Myrmarachne transversa
Myrmarachne transversa este o specie de păianjeni din genul Myrmarachne, familia Salticidae. A fost descrisă pentru prima dată de Mukerjee, 1930. Conform Catalogue of Life specia Myrmarachne transversa nu are subspecii cunoscute.